# أمي تراكي (فلم)
«أمي تراكي» هو فيلم تونسي من إخراج عبد الرزاق همّامي، تم إنتاجه عام 1972، وهو نتيجة للنجاح الكبير الذي حققه المسلسل التونسي الذي يحمل نفس الاسم، والذي أُنتِج عام 1970.

## مواضيع ذات صلة
- قائمة الأفلام التونسية

## وصلات خارجية
- أمي تراكي على موقع IMDb (الإنجليزية)
- أمي تراكي على موقع قاعدة بيانات الفيلم (الإنجليزية)
- أمي تراكي على موقع ليتربوكسد (الإنجليزية)